# Grotte dei mille Buddha di Bezeklik
Le grotte dei mille Buddha di Bezeklik (caratteri cinesi semplificati:柏孜克里千佛洞; pinyin: Bózīkèlǐ Qiān Fó Dòng) sono un complesso di grotte buddiste datate dal V al IX secolo, situate tra le città di Turfan e Shanshan (Loulan) a nord-est del deserto di Taklamakan.

## Descrizione
Il sito si trova vicino alle antiche rovine di Gaochang nella valle Mutou, una gola delle Montagne Fiammeggianti, in Cina. Le grotte sono poste in alto sulle ripide pareti occidentali valle del Mutou.
Nel sito vi sono 77 grotte scavate nella pietra. Molte hanno forme rettangolari con soffitti ad archi tondeggianti, e sono spesso divise in quattro parti, ognuna con un murale del Buddha. L'effetto è quello di un soffitto ricoperto da centinaia di murales del Buddha. Alcuni soffitti sono dipinti con un Buddha circondato da altre figure, tra cui indiani, persiani ed europei. La qualità delle pitture varia arrivando ad un livello incredibile di arte religiosa.

## Galleria d'immagini

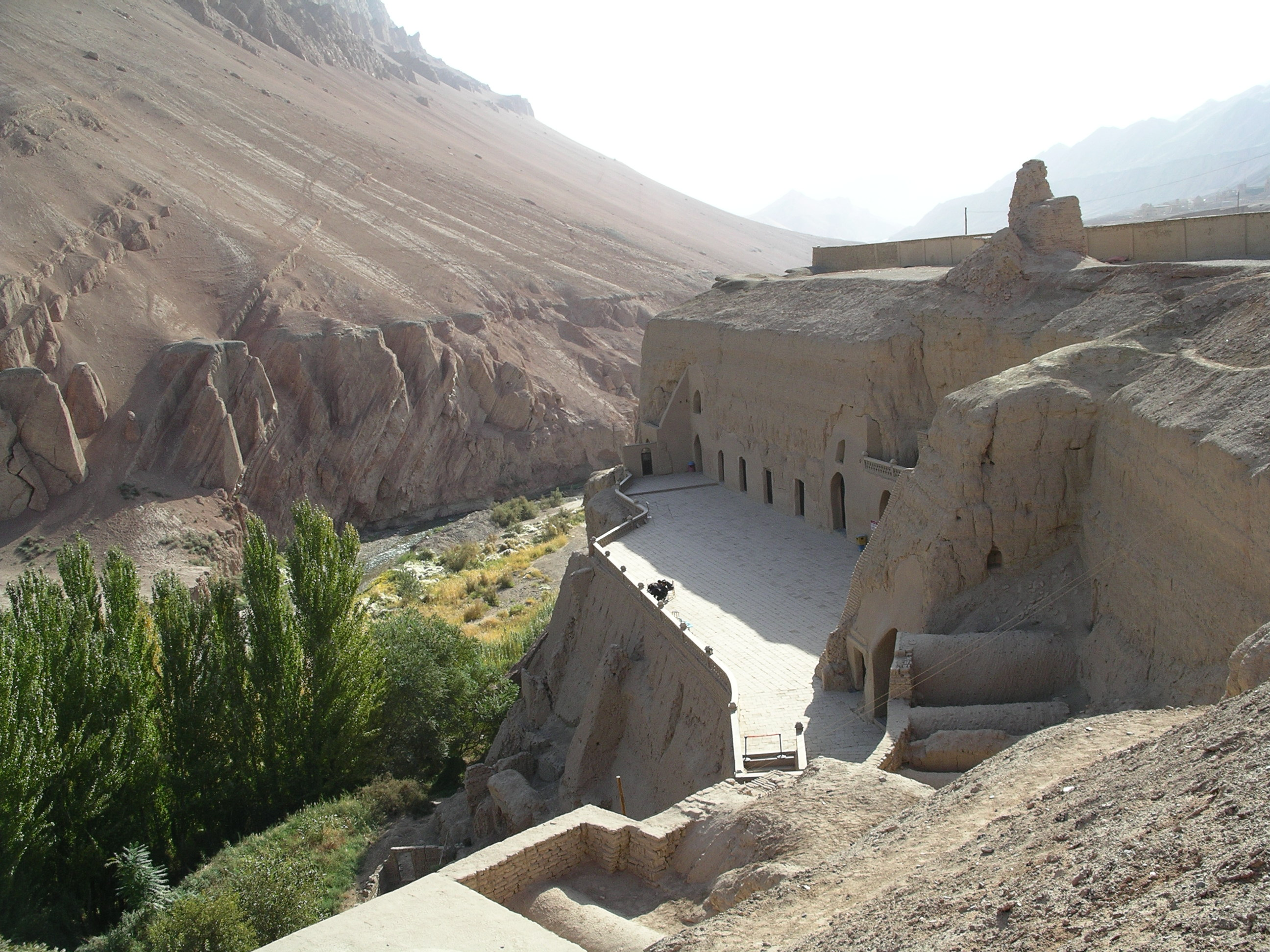
Panorama delle grotte
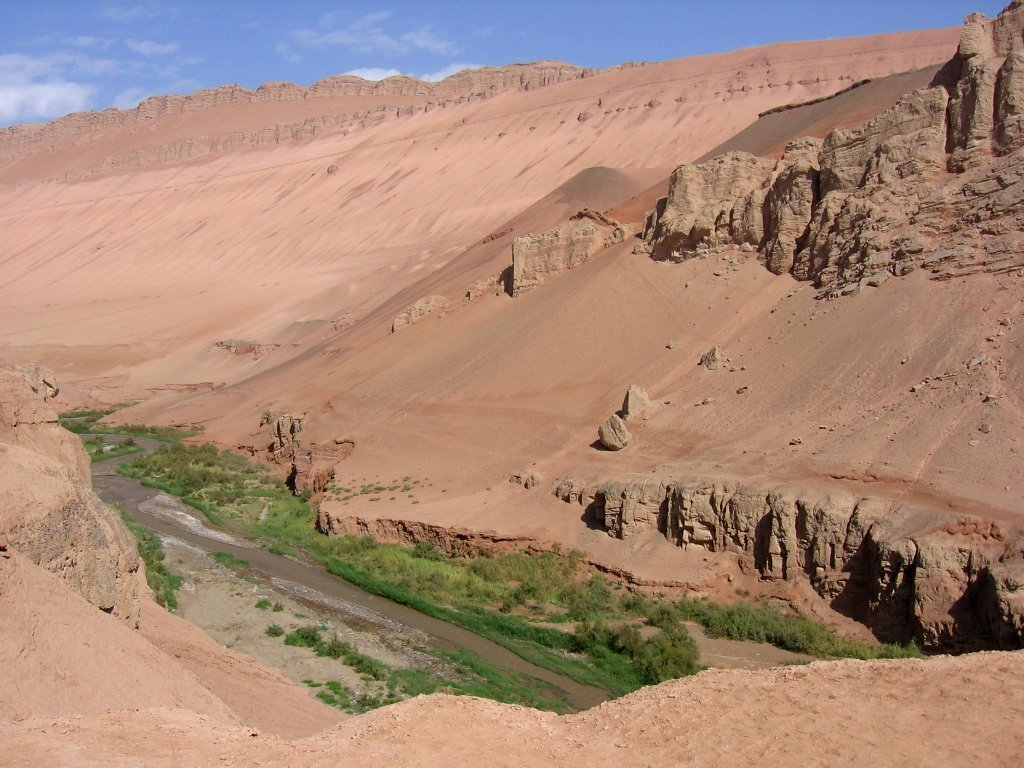
Panorama della valle
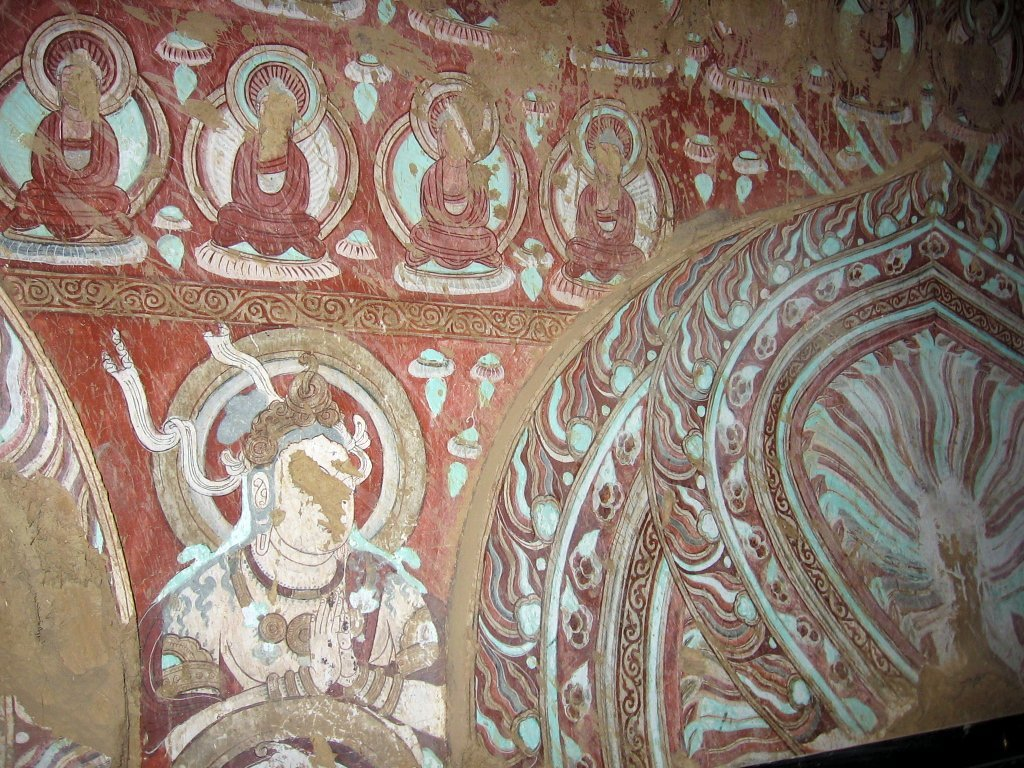
Affreschi del Buddha
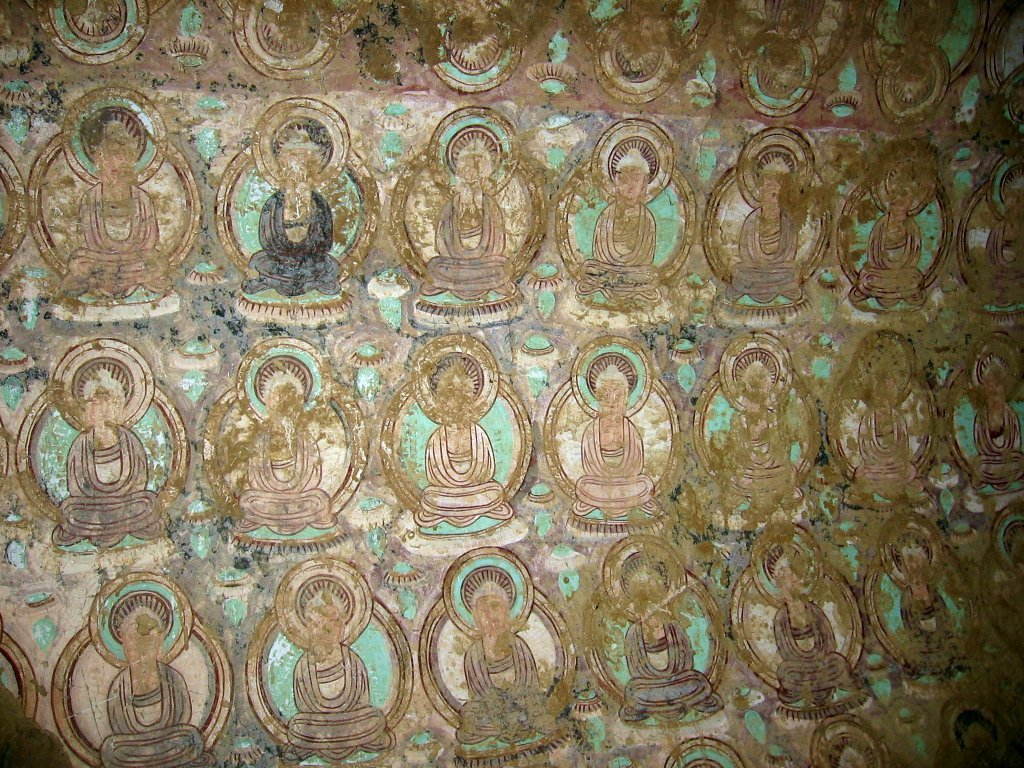
Affreschi del Buddha
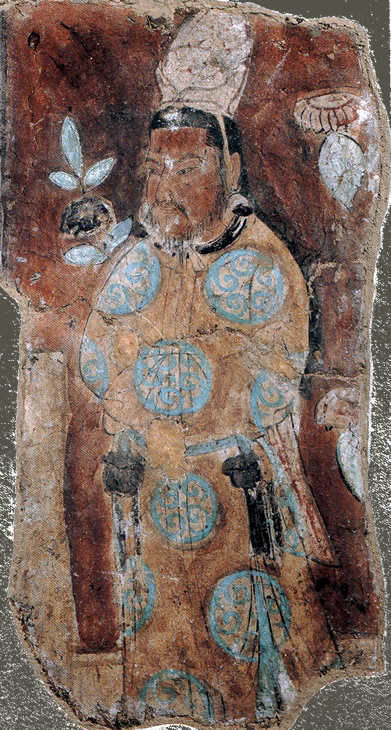
un principe uigiuro
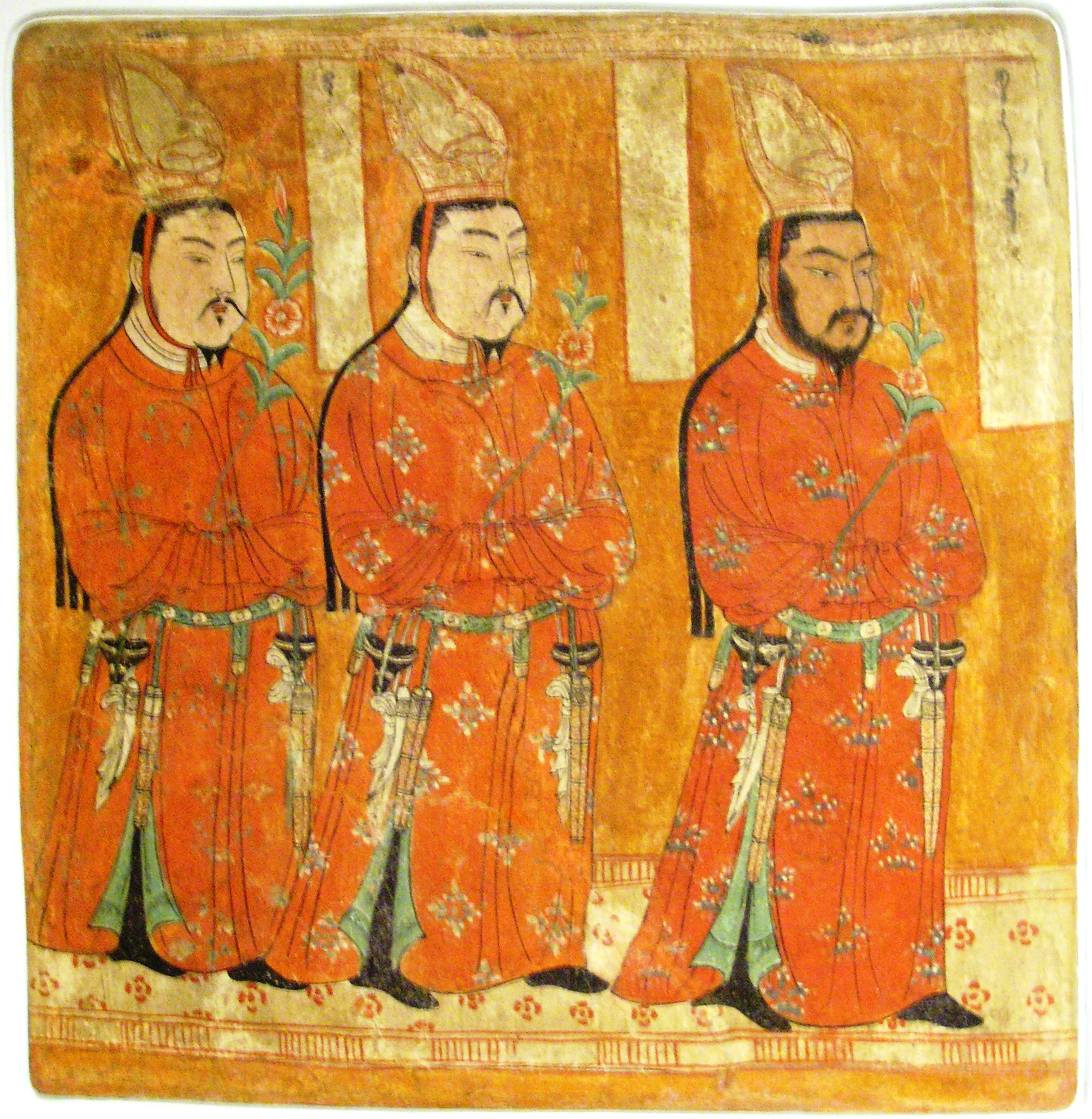
Principi uigiuri che indossano vesti. Bezeklik, grotta 9, ca. VIII/IX secolo. Situato nel museo für Indische Kunst, Berlin-Dahlem.
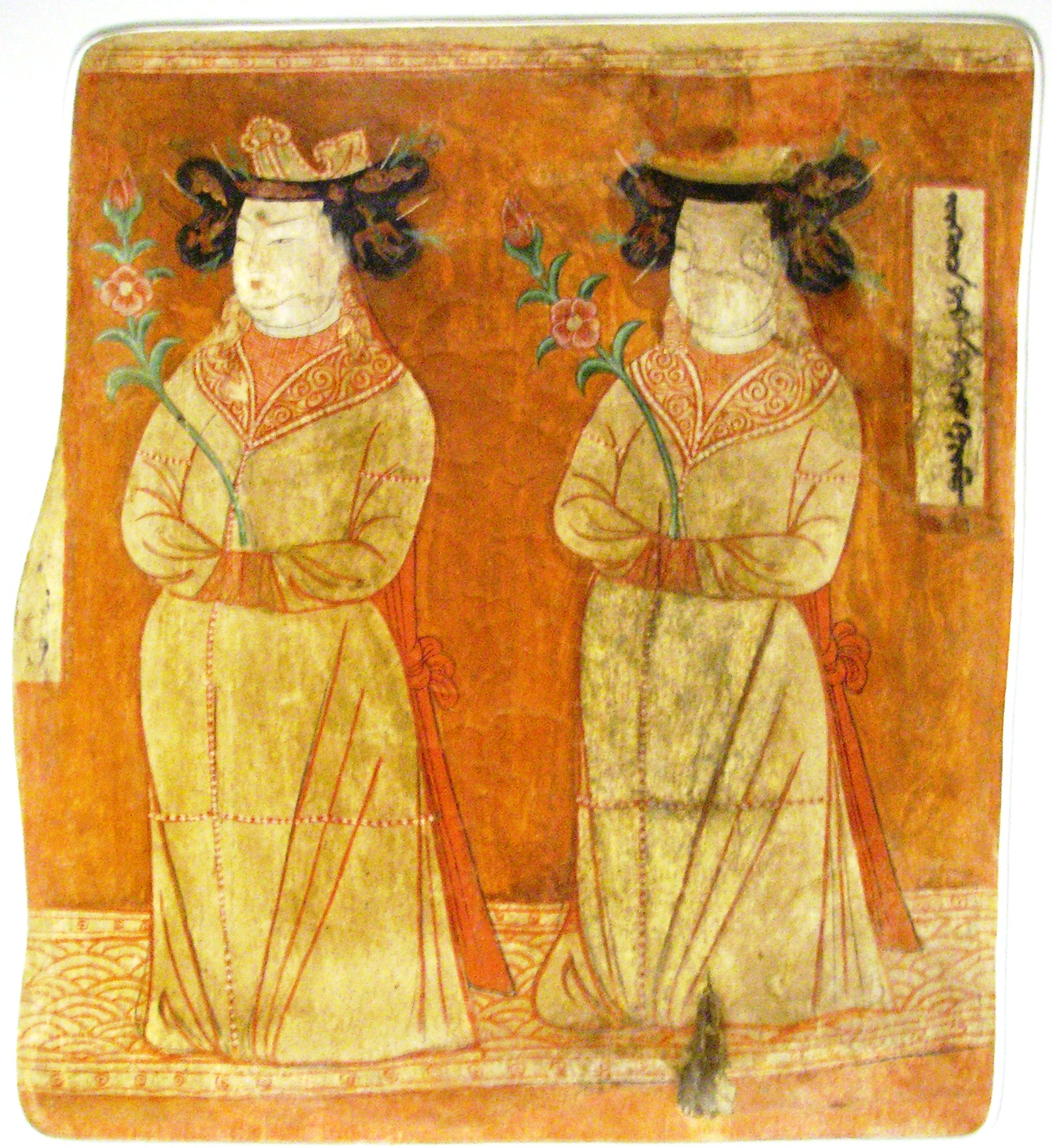
Principesse uigiure, grotta 9, ca. VIII/IX secolo, museo für Asiatische Kunst
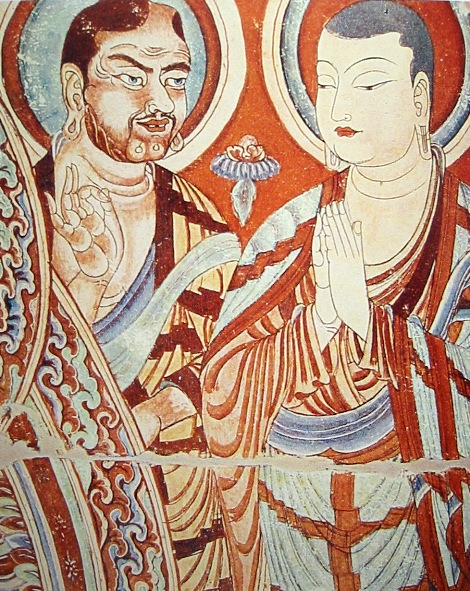
Possibile monaco tocaro (sinistra) con un monaco asiatico buddista (destra)